# Église Saint-Sébastien-Saint-Martin de Pierrefeu
L'église Saint-Sébastien-Saint-Martin est une ancienne église catholique située au vieux village de  Pierrefeu, dans le département français des Alpes-Maritimes et la région Provence-Alpes-Côte d'Azur.

## Localisation
L'église est située dans le département français des Alpes-Maritimes, sur le territoire de la commune de Pierrefeu, au vieux village.

## Historique
L'église a été construite au XVIe entre deux rochers qui la dominent : à droite le Baou de la Tourré, à gauche le Baous Redou. Son clocher carré repose sur une structure plus ancienne.
L'édifice est inscrit au titre des monuments historiques le 24 septembre 1968.

## Musée «Hors du temps»
L'église a été transformée en musée « Hors du temps » en 1981 après sa restauration. Le musée présente une collection de peintures sur le thème de la Genèse, de la création du monde à la naissance de Moïse.
L'exposition permanente présente plus de 40 peintres, mêlant l'abstrait et le figuratif, dont Yves Brayer, Carzou, Jean-Michel Folon, Raymond Moretti, Hans Erni, Andrew Vicari, Yves Corbassière, Bernard Villemot, Valadié.
Ce musée se veut œcuménique et international, figuratif, abstrait et surtout surréaliste.
En 2024 le musée n'existe malheureusement plus et courant janvier l'église ne pouvait se visiter d'après la mairie de Pierrefeu.